# Tabardilla Antigua
Tabardilla Antigua es el nombre de una variedad cultivar de manzano (Malus domestica). Esta manzana es originaria de Galicia, está cultivada en la colección de árboles frutales y banco de germoplasma de Mabegondo con el N.º 175; ejemplares procedentes de esquejes localizados en Santa María de Roo, parroquia del municipio de Noya (La Coruña).

## Sinónimos
- "Manzana Tabardilla Antigua",[4][5]
- "Maceira Tabardilla Antigua".

## Características
El manzano de la variedad 'Tabardilla Antigua' tiene un vigor vigoroso. Tamaño grande y porte erguido.
Época de inicio de brotación a partir del 7 de abril y de floración a partir del 4 de mayo.
Las hojas tienen una longitud del limbo de tamaño medio, con la máxima anchura del limbo es ancha. Longitud de las estípulas es media y la máxima anchura de las estípulas es media. Denticulación del borde del limbo es serrado, con la forma del ápice del limbo cuspidado y la forma de la base del limbo es redondeado. Con subestípulas presentes.
Sus flores tienen una longitud de los pétalos es corta, con una anchura de los pétalos estrecha, disposición de los pétalos en contacto entre sí, con una longitud del pedúnculo corta.
La variedad de manzana 'Tabardilla Antigua' tiene un fruto de tamaño medio, de forma plana, de color amarillo, con chapa lavada, e intensidad pálida. Epidermis de textura rugosa, sin pruina en su superficie y con presencia de cera nula. Sensibilidad al "russeting" (pardeamiento áspero superficial que presentan algunas variedades) sensible. Con lenticelas de tamaño grande.
Los sépalos están dispuestos de forma parcialmente replegados, y superpuestos en su base; su fosa calicina es profunda y de una anchura media. Pedúnculo de grosor estrecho y de longitud largo, siendo la cavidad peduncular de una profundidad profunda y de anchura ancha. Con pulpa de color crema-amarilla, cuya firmeza es intermedia y su textura intermedia; su jugosidad es intermedia, con sabor de acidez media, y aromática.
Época de maduración y recolección desde el 17 de septiembre. 'Tabardilla Antigua' es una manzana que su destino es la conservación de esta variedad en el banco de germoplasma de Mabegondo como reserva genética.

## Susceptibilidades
- Oidio: ataque débil
- Moteado: ataque débil
- Raíces aéreas: no presenta
- Momificado: ataque débil
- Pulgón lanígero: no presenta
- Pulgón verde: ataque débil
- Araña roja: no presenta
- Chancro del manzano: no presenta.[3]